# Bildmarke
Bildmarke ist eine Marke in Form einer zweidimensionalen Gestaltung, die sich von der Wort-Bild-Marke dadurch unterscheidet, dass sie keine Wortmarkenbestandteile enthält. Dies können zum Beispiel grafisch gestaltete Buchstaben, Piktogramme, Symbole, Logos und Abbildungen von Gegenständen sein.

## Allgemeines
Wie jede andere Markenform, müssen auch Bildmarken Unterscheidungskraft aufweisen und dürfen den Grundsätzen für die Eintragung in das DPMA-Register nicht widersprechen. Bildmarken kommen in unterschiedlichen Formen vor, denkbar sind ein Logo, eine zeichnerische oder fotografische Darstellung einer Landschaft, eines Gebäudes, eines Gegenstands oder einer Person. Nicht unterscheidungskräftig sind beispielsweise in der Regel einfache geometrische Figuren. Auch die bloße Abbildung der Ware oder der Dienstleistung (sofern möglich) oder Verpackung ist als Bildmarke eintragungsfähig, sofern sie sich nicht in der Darstellung von typischen Merkmalen der Ware bzw. der Dienstleistung oder für die technische Wirkung erforderlicher Merkmale beschränkt. 
Gegenüber der Wortmarke ist bei der Bildmarke auch die Festlegung einer oder mehrerer charakteristischer Farbtöne (beispielsweise Pantone, RAL, HKS u. a.) möglich. In Kombination als Wort-Bild-Marke gilt dieses ebenso. Auch Farbmarken aus Einzelfarben oder Farbkombinationen können eingetragen werden, häufig fehlt ihnen aber die erforderliche Unterscheidungskraft, um auf die Herkunft einer Ware oder Dienstleistung aus einem bestimmten Unternehmen hinzuweisen. 
Werden der Bildmarke ein oder mehrere Wörter beigefügt, so spricht man von einer Wort-Bild-Marke. Diese unterscheidet sich hierdurch von der reinen Bildmarke und wird nach den Kriterien der Wortmarke und der Bildmarke doppelt geprüft.
Der Inhalt einer Bildmarke wird mit der Wiener Klassifikation beschrieben.

## Beispiele
Bekannte Bildmarken sind außer dem Mercedes-Stern auch die vier Ringe für Audi oder der Blitz für Opel.